# الواجب (فلم)
الواجب فيلم مصري تم إنتاجه عام 1948، من إخراج هنري بركات و بطولة عماد حمدي و سراج منير و منى و فردوس محمد.

## فريق العمل
إخراج: هنري بركات

تأليف:
- هنري بركات (قصة وسيناريو)
- بديع خيري (حوار)

إنتاج: لوتس فيلم (آسيا داغر)

### بطولة
- عماد حمدي
- سراج منير
- منى
- فردوس محمد
- ثريا فخري
- رياض القصبجي

## روابط خارجية
- مقالات تستعمل روابط فنية بلا صلة مع ويكي بيانات